# Tranvia di Fiume
La tranvia di Fiume fu in esercizio nella città del Carnaro dal 1899 al 1952. Attraversava la città da ovest a est toccando la stazione ferroviaria e il centro cittadino.

## Storia
La tranvia di Fiume venne attivata il 7 novembre 1899. In origine connetteva la stazione ferroviaria con il ponte sull'Eneo attraversando il centro cittadino.
Nel 1907 venne attivato il prolungamento orientale dal ponte sull'Eneo al sobborgo Scoglietto, e tre anni dopo il prolungamento occidentale dalla stazione a Cantrida.
Durante la seconda guerra mondiale il tram era l'unico mezzo di trasporto pubblico nella città, ma dopo la guerra furono acquistati nuovi autobus che integrarono il servizio tranviario.
Il 15 giugno 1952 la tranvia, in cattive condizioni di manutenzione, cessò l'esercizio; fu sostituita da una rete filoviaria.

## Caratteristiche
La linea era a trazione elettrica (550 V cc) e scartamento metrico, e si sviluppava per 6,250 km.